# Гейзелтон (Айдахо)
Гейзелтон  (англ. Hazelton) — місто в окрузі Джером, штат Айдахо, США. Згідно з переписом 2010 року населення становило 753 особи, що на 66 осіб більше, ніж 2000 року.

## Географія
Гейзелтон розташований за координатами 42°35′42″ пн. ш. 114°8′12″ зх. д. / 42.59500° пн. ш. 114.13667° зх. д. (42.594953, -114.136611).  За даними Бюро перепису населення США в 2010 році місто мало площу 0,97 км², з яких 0,95 км² — суходіл та 0,03 км² — водойми.

## Демографія

### Перепис 2010 року
За даними перепису 2010 року, у місті проживало 753 осіб у 254 домогосподарствах у складі 187 родин. Густота населення становила 785,8 ос./км². Було 272 помешкання, середня густота яких становила 283,8/км². Расовий склад міста: 74,9 % білих, 0,1 % індіанців, 0,3 % азіатів, 22,0 % інших рас, а також 2,7 % людей, які зараховують себе до двох або більше рас. Іспанці та латиноамериканці незалежно від раси становили 36,0 % населення.
Із 254 домогосподарств 44,9 % мали дітей віком до 18 років, які жили з батьками; 59,8 % були подружжями, які жили разом; 10,6 % мали господиню без чоловіка; 3,1 % мали господаря без дружини і 26,4 % не були родинами. 22,4 % домогосподарств складалися з однієї особи, у тому числі 11,4 % віком 65 і більше років. У середньому на домогосподарство припадало 2,96 мешканця, а середній розмір родини становив 3,56 особи.
Середній вік жителів міста становив 31,2 року. Із них 33,6 % були віком до 18 років; 8,9 % — від 18 до 24; 24,7 % від 25 до 44; 20,8 % від 45 до 64 і 12 % — 65 років або старші. Статевий склад населення: 50,3 % — чоловіки і 49,7 % — жінки.
Середній дохід на одне домашнє господарство  становив 38 677 доларів США (медіана — 29 087), а середній дохід на одну сім'ю — 48 658 доларів (медіана — 40 833). Медіана доходів становила 30 795 доларів для чоловіків та 22 679 доларів для жінок. За межею бідності перебувало 14,3 % осіб, у тому числі 12,2 % дітей у віці до 18 років та 20,2 % осіб у віці 65 років та старших.
Цивільне працевлаштоване населення становило 337 осіб. Основні галузі зайнятості: сільське господарство, лісництво, риболовля — 24,3 %, освіта, охорона здоров'я та соціальна допомога — 16,6 %, мистецтво, розваги та відпочинок — 12,5 %, роздрібна торгівля — 11,3 %.

### Перепис 2000 року
За даними перепису 2000 року, у місті проживало 687 осіб у 238 домогосподарствах у складі 172 родин. Густота населення становила 803,8 ос./км². Було 270 помешкань, середня густота яких становила 315,9/км². Расовий склад міста: 83,55 % білих, 0,87 % афроамериканців, 1,31 % індіанців, 13,39 % інших рас і 0,87 % людей, які зараховують себе до двох або більше рас. Іспанці та латиноамериканці незалежно від раси становили 26,64 % населення.
Із 238 домогосподарств 41,2 % мали дітей віком до 18 років, які жили з батьками; 58,8 % були подружжями, які жили разом; 9,2 % мали господиню без чоловіка, і 27,7 % не були родинами. 23,9 % домогосподарств складалися з однієї особи, у тому числі 15,5 % віком 65 і більше років. У середньому на домогосподарство припадало 2,89 мешканця, а середній розмір родини становив 3,53 особи.
Віковий склад населення: 34,2 % віком до 18 років, 8,3 % від 18 до 24, 25,6 % від 25 до 44, 17,2 % від 45 до 64 і 14,7 % років і старші. Середній вік жителів — 32 роки. Статевий склад населення: 49,8 % — чоловіки і 50,2 % — жінки.
Середній дохід домогосподарств у місті становив $22 596, родин — $30 000. Середній дохід чоловіків становив $30 132 проти $18 125 у жінок. Дохід на душу населення в місті був $10 215. Приблизно 24,1 % родин і 29,5 % населення перебували за межею бідності, включаючи 37,7 % віком до 18 років і 10,6 % від 65 і старших.